# IC 5234
IC 5234 је лентикуларна галаксија у сазвјежђу Тукан која се налази на листи објеката дубоког неба у Индекс каталогу.
Деклинација објекта је - 65° 49' 29" а ректасцензија 22h 40m 11,4s. Привидна величина (магнитуда) објекта IC 5234 износи 14,4 а фотографска магнитуда 15,3. IC 5234 је још познат и под ознакама ESO 109-11, PGC 69446.